# フランク・ザンボニー
フランク・ジョセフ・ザンボニー・ジュニア（Frank Joseph Zamboni, Jr.、[zæmˈboʊni], イタリア語: [dzamˈboːni]、1901年1月16日 - 1988年7月27日）は、アメリカの発明家、技術者。現代的な製氷車を発明し、自身の姓をこれらの機器の商標として登録したことで有名。

## 経歴
1901年にユタ州、Eurekaでイタリア系の移民のもとに生まれる。両親はすぐにアイダホ州ポカテッロ近くのLava Hot Springsにある農場を購入し、そこで育った。1920年、両親とともにロサンゼルスの港湾地区に引っ越し、そこで兄のジョージは自転車修理店を経営した。フランクがシカゴの職業学校に通った後、1922年にロサンゼルス郊外のHynes（現在のParamountの一部）で弟のローレンスとともに電力供給事業を開始した。翌年、結婚し最終的に3人の子ども（1人の息子と2人の娘）をもうけた。1927年、彼とローレンスは製氷工場を加え、塊氷事業に参入した。1939年に氷の事業を継続したが、電動冷凍装置の登場によりその事業に将来性はほとんど見られなかった。彼らは余った冷凍装置を使用して近くにアイススケートリンクを開くことにした。
1940年、兄弟はいとこのPete Zamboniとともにアイスランドリンクを開いた。ここはフランクがリンクを凍らせておくために敷設されたパイプにより生じる小さな波を取り除く方法を考案したため、非常に人気を博した（リンクが現在でも運営されており、ザンボニー家が所有している）。彼は1946年にその技術について特許を取得した。その後、1949年にアイスリンクを製氷する仕事を5人で90分かかっていたのを1人で15分で済む機械を発明した。最初の機械には、A-20攻撃機の油圧シリンダー、オイルデリックのシャーシ、ジープのエンジン、削りくずを捕らえるための木製ビン、および一続きの滑車が含まれていた。息子のリチャードは「それには9年かかった。彼が執着した理由の1つは、誰もが彼におかしいと言ったからである」と語っている。それ以上生産することは期待していなかったが、機械を見た後ソニア・ヘニーはすぐに2つ注文し、その後シカゴ・ブラックホークスが注文した。1949年に特許を出願し（1953年に取得）、機械を製造及び販売するためにParamountにFrank J. Zamboni & Co.を設立した。
この機械は表面から氷を削り取り、削りくずを集め、氷を洗い、真水の薄いコーティングを表面に広げる。1950年代初頭はJeep CJ-3Bの上にそれらを構築し、1956年から1964年までは外をとったジープのシャーシの上に構築した。機械の需要が十分にあることが証明されたため、会社はオンタリオ州ブラントフォードに2番目の工場を加え、スイスに支店を加えた。「ザンボニー」という名前は彼の会社により商標登録されていた（現在でもされている）が、あらゆるブランドの製氷車を表す一般名詞として使われることがある。

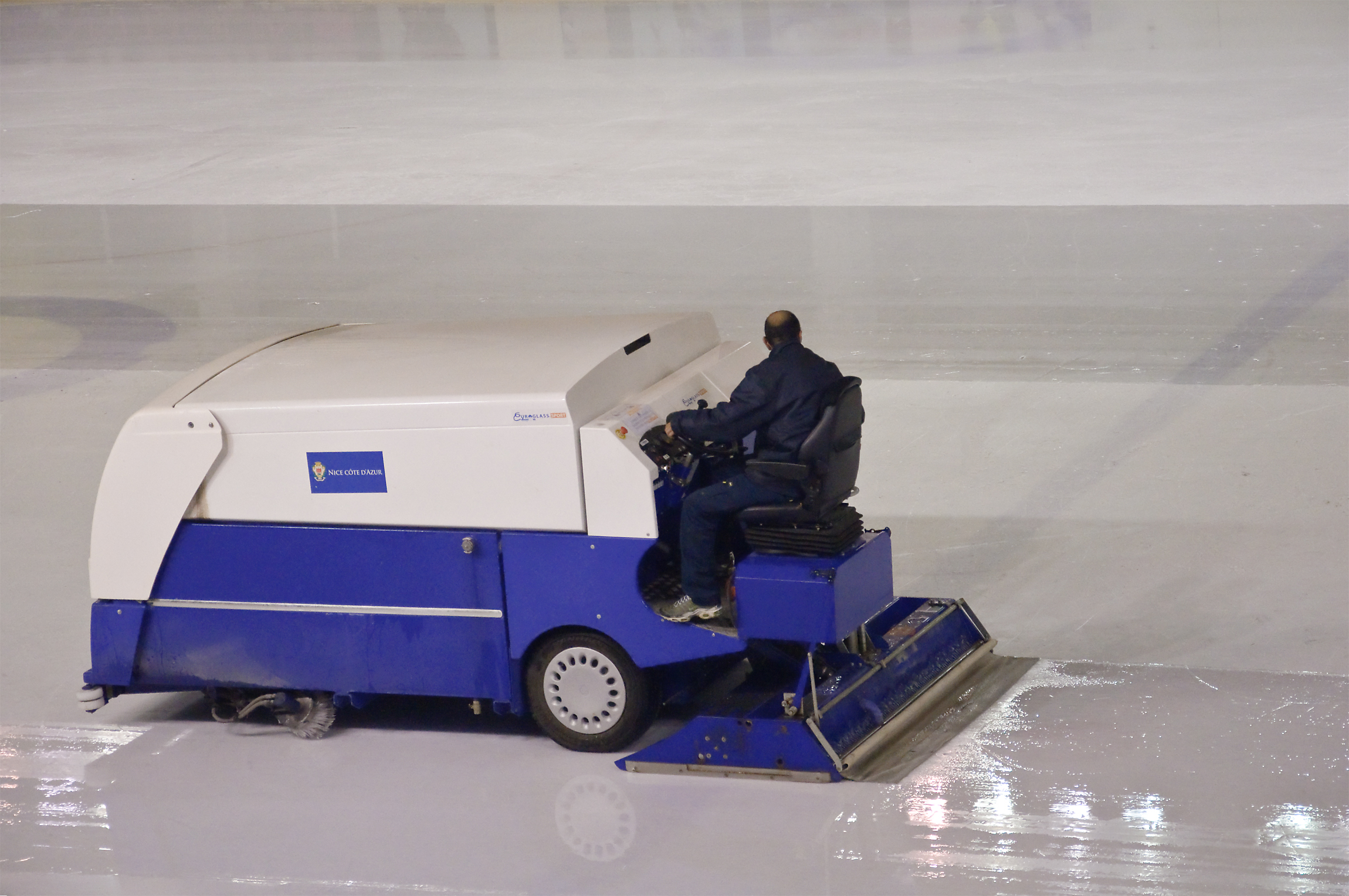
ザンボニーの有名な発明である製氷車。彼は1949年にこれを創作した。

1970年代には屋外の人工芝の表面から水を取り除き、同じ表面からペンキの縞模様を取り除き、ドーム型のスタジアムに人工芝を巻き上げて置くための機械を発明した。彼の最後の発明は1983年にしたリンクの端から氷の堆積を取り除くための自動エッジャーであった。
妻の死から約2か月後である1988年7月にロングビーチ記念病院で87歳で心停止のため死去した。肺がんも患っていた。ザンボニー社は、一般的に「ザンボニー」として知られているザンボニー製氷車を10,000台以上販売している。10,000台目の機械は2012年4月にベル・センターで使用するためにモントリオール・カナディアンズに納入された。同社はフランクの息子と孫を含むザンボニー家により現在も所有及び経営されている。彼の遺体はカリフォルニア州ロングビーチのオールソウルズ墓地に埋葬されている。
ザンボニーは、アイススケート研究協会の殿堂に1965年に入っており、1988年にクラークソン大学から名誉工学博士号を授与されている。死後には1988年にNEISMA殿堂に、2000年にアメリカフィギュアスケート殿堂に、2006年に世界フィギュアスケート殿堂、2007年に全米発明家殿堂に、2009年に米国ホッケー殿堂に、2013年に米国スピードスケート殿堂に入っている。
ParamountにあるFrank J. Zamboni Schoolは彼にちなむ。

## 特許
初期の特許

Country - U.S.  #1,655,034  Title: Adjustable Reaction Resistance (Electrical)      Date Issued: Jan 3, 1928 

Country - U.S.  #1,710,149  Title: Reactance Coil (Electrical)                      Date Issued: Mar 11, 1930 

Country - U.S.  #1,804,852  Title: Circuit Controlling Reactance Coil (Electrical)  Date Issued: May 12, 1931 

Country - U.S.  #2,411,919  Title: Ice Rink Floor                                   Date Issued: Dec 3, 1946 

Country - U.S.  #2,594,603  Title: Refrigerated Liquid Storage Tank                 Date Issued: Apr 29, 1952 

Country - U.S.  #2,738,170  Title: Refrigerated Milk Storage Tank and Pasteurizer   Date Issued: Mar 13, 1956
製氷車

Country - U.S.  #2,642,679  Title: Ice Resurfacer                                   Date Issued: Jun 23, 1953 

Country - U.S.  #2,763,939  Title: Ice Resurfacer                                   Date Issued: Sep 25, 1953 

Country - U.S.  #3,044,193  Title: Ice Resurfacer                                   Date Issued: Jul 17, 1962 

Country - U.S.  #3,622,205  Title: Down Pressure                                    Date Issued: Nov 23, 1971
製氷車関連製品

Country - U.S.  #4,372,617  Title: Ice Edger                                        Date Issued: Feb 8, 1983
アストロターフの機械

Country - U.S.  #3,736,619  Title: Turf Water Remover                               Date Issued: Jun 5, 1973 

Country - U.S.  #3,835,500  Title: Turf Water Remover                               Date Issued: Sep 17, 1974 

Country - U.S.  #4,069,540  Title: Turf Paint Remover                               Date Issued: Jan 24, 1978 

Country - U.S.  #4,084,763  Title: Turf Handling Machine                            Date Issued: Apr 18, 1978